# Adderly Fong

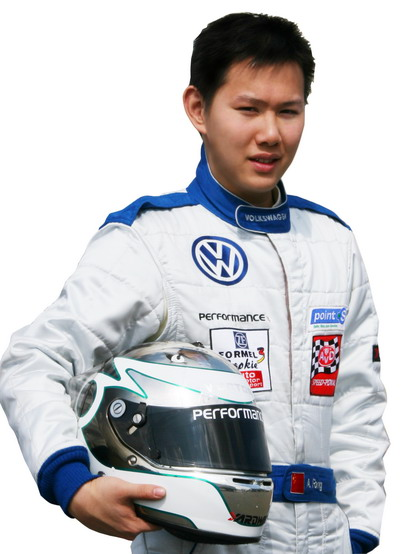
Adderly Fong in 2009.

Adderly Fong Chun-Yu, (Traditioneel Chinees: 方駿宇), 2 maart 1990, is een Hongkongs-Chinees autocoureur die in 2004 zijn carrière startte. Hij neemt momenteel deel aan de GP3 Series voor het team Koiranen GP.
Adderly finishte als 6e in de Formule V6 Azië in 2007, waarin zijn beste resultaat een 2e plaats was op Zhuhai.

## Carrière

### Toyota Racing Series
Adderly Fong reed in auto nr. 50 in de Nieuw-Zeelandse Toyota Racing Series en werd hiermee de eerste Chinees die in dit kampioenschap reed. Hij zou deelnemen aan de drie ronden van de International Trophy op het Timaru International Motor Raceway, Teretonga Park en Taupo Motorsport Park. In Taupo wist hij echter niet te finishen.

### Superleague Formula
Fong reed in 2010 de ronde op Ordos in de Superleague Formula voor het team PSV Eindhoven. Hij behaalde en 10e en een 11e plaats. Hij nam ook deel aan de niet-kampioenschapsronde op het Beijing International Street Circuit voor Team China. Hier finishte hij niet in de eerste race en startte hij niet in de tweede race.

### Formule 3
Fong reed in 2010 ook in het Britse Formule 3-kampioenschap voor het team Sino Vision Racing. Hij eindigde als zestiende in het kampioenschap. Vervolgens nam hij ook deel aan de Grand Prix van Macau. Hij kwalificeerde zich als dertigste en eindigde de races als 23e en 21e.
In 2011 reed Fong nog steeds in de Britse Formule 3 voor Sino Vision. Dit seizoen eindigde hij als 22e in het kampioenschap met 5 punten. In de Grand Prix van Macau eindigde hij als tiende. Het was voor het eerst dat een coureur uit Hong Kong in de top 10 eindigde sinds Marchy Lee als zevende eindigde in 2002.
In 2012 reed Fong in de nationale klasse van de Britse Formule 3. Hij nam slechts aan drie van de tien raceweekenden deel. Met uitzondering van de eerste race op Spa-Francorchamps won hij alle races, waarmee hij derde werd in de nationale klasse achter Spike Goddard en Duvashen Padayachee, die wel het gehele seizoen deelnamen.

### Auto GP
In 2012 reed Fong ook in twee raceweekenden van de Auto GP voor het team Ombra Racing. In het raceweekend op Monza werd hij dertiende en zevende en scoorde hiermee 4 punten. In het raceweekend op de Hungaroring finishte hij de eerste race niet en eindigde hij in de tweede race als dertiende. Hij eindigde uiteindelijk op de 21e plaats in het kampioenschap.

### Audi R8 LMS Cup
In 2012 reed Fong voor het eerst in de sportscars in de Audi R8 LMS Cup. In de tweede race op het Shanghai International Circuit behaalde hij meteen een overwinning. Hij behaalde later nog twee overwinningen en eindigde als tweede in het kampioenschap met 12 punten verschil met kampioen Marchy Lee.

### Indy Lights
Fong maakte in 2012 één start in de Indy Lights voor het team Brooks Associates Racing op het stratencircuit van Baltimore, waarin hij als achtste over de finish kwam.

### GP3
In 2013 maakte Fong zijn debuut in de GP3 Series voor het team Status Grand Prix, waar hij Jimmy Eriksson en Josh Webster als teamgenoten kreeg. Nadat hij tijdens de ronde op de Nürburgring werd vervangen door Alexander Sims doordat hij een race in China moest rijden, eindigde hij op de 21e plaats in het kampioenschap met twee punten, gescoord door een negende plaats op Silverstone.
In 2014 bleef Fong in de GP3 rijden, maar stapte over naar het team Jenzer Motorsport. Hij kreeg hier Pål Varhaug en Mathéo Tuscher als teamgenoten. Na vier raceweekenden, waarin een elfde plaats op Silverstone zijn beste resultaat was, verliet hij het team.
In 2015 keert Fong terug in de GP3, waarbij hij overstapt naar het team Koiranen GP.

### Formule 1
Op 22 oktober 2014 maakte Fong zijn debuut in een Formule 1-auto tijdens een test op het Circuit Ricardo Tormo Valencia voor het team van Sauber. Hij maakte hier genoeg kilometers om in aanmerking te komen voor een superlicentie. Tijdens de laatste race van 2014 in Abu Dhabi maakte hij voor Sauber zijn debuut in een vrije training in de Formule 1.
Op 24 maart 2015 werd bekend dat Fong in 2015, samen met eveneens GP3-coureur Carmen Jordá, de ontwikkelingscoureur wordt van het Formule 1-team van Lotus.

#### Totale Formule 1-resultaten
| Seizoen | Inschrijving   | Chassis    | Motor                | 1   | 2   | 3   | 4   | 5   | 6   | 7   | 8   | 9   | 10  | 11  | 12  | 13  | 14  | 15  | 16  | 17  | 18  | 19     | Pos | Punten |
| ------- | -------------- | ---------- | -------------------- | --- | --- | --- | --- | --- | --- | --- | --- | --- | --- | --- | --- | --- | --- | --- | --- | --- | --- | ------ | --- | ------ |
| 2014    | Sauber F1 Team | Sauber C33 | Ferrari 059/3 1.6 V6 | AUS | MAL | BHR | CHN | SPA | MON | CAN | OOS | GBR | DUI | HON | BEL | ITA | SIN | JPN | RUS | VST | BRA | ABU TC | -   | -      |